# Parotia
Parotia – rodzaj ptaków z rodziny cudowronek (Paradisaeidae).

## Zasięg występowania
Rodzaj obejmuje gatunki występujące na Nowej Gwinei.

## Morfologia
Długość ciała samców 26–43 cm, samic 25–36 cm; masa ciała samców 153–205 g, samic 110–185 g.

## Systematyka
Rodzaj zdefiniował w 1816 roku francuski przyrodnik Louis Jean Pierre Vieillot w książce swojego autorstwa Analyse d’une nouvelle ornithologie élémentaire. Gatunkiem typowym jest sześciopiór czarny (Parotia sefilata).

### Etymologia
- Parotia (Parotica): gr. παρωτις parōtis „pukiel włosów za uchem”, od παρ par „blisko”; ους ous, ωτος ōtos „ucho”; w aluzji do sześciu dłutowatych piór z okrągłą końcówką wyrastających z tyłu głowy samców sześciopiórów[2].
- Otostylis (Otostylus, Otostilus): gr. ους ous, ωτος ōtos „ucho”; στυλος stulos „rylec, pióro”[9].

### Podział systematyczny
Do rodzaju należą następujące gatunki:
- Parotia carolae A.B. Meyer, 1894 – sześciopiór białopióry
- Parotia berlepschi O. Kleinschmidt, 1897 – sześciopiór brązowawy
- Parotia sefilata (J.R. Forster, 1781) – sześciopiór czarny
- Parotia wahnesi Rothschild, 1906 – sześciopiór garbonosy
- Parotia lawesii E.P. Ramsay, 1885 – sześciopiór białoczelny
- Parotia helenae De Vis, 1897 – sześciopiór rogaty